# Pascal-Olivier Gagné
Pascal-Olivier Gagné (ur. 7 maja 1989) – kanadyjski narciarz dowolny. Specjalizuje się w jeździe po muldach. Jak do tej pory nie startował zarówno na Igrzyskach olimpijskich jak i na mistrzostwach świata. Jego najlepszym sezonem był sezon 2013/2014, kiedy to zajął 79. miejsce w klasyfikacji generalnej, a w klasyfikacji jazdy po muldach uplasował się na 13 miejscu.

## Sukcesy

### Puchar Świata

#### Miejsca w klasyfikacji generalnej
- 2010/2011 – 182.
- 2011/2012 – 164.
- 2012/2013 – 114.
- 2013/2014 – 79.
- 2014/2015 – 165.
- 2015/2016 –

#### Miejsca na podium w zawodach
1. Inawashiro – 1 marca 2014 (Jazda po muldach) – 3. miejsce